# Saint-Marcel (Haute-Saône)
Saint-Marcel é uma comuna francesa na região administrativa de Borgonha-Franco-Condado, no departamento de Alto Sona.
Estende-se por uma área de 7,1 km². Em 2010 a comuna tinha 92 habitantes (densidade: 13 hab./km²).